# Градинська вулиця
Гра́динська ву́лиця — вулиця в Деснянському районі міста Києва, житловий масив Вигурівщина-Троєщина. Пролягає від вулиць Сержа Лифаря та Оноре де Бальзака до Радунської вулиці.

## Історія
Запроєктована у 80-х роках XX століття під назвою Нова. Сучасна назва — з 1991 року, від історичної місцевості Градина.